# Битва за Россию
«Битва за Россию» (англ. The Battle of Russia) — пятый эпизод из семисерийного пропагандистского документального фильма «Почему мы сражаемся» американского режиссёра Фрэнка Капры, вышедший на экраны в 1943 году. Самый длинный фильм из всего сериала. Лента получила премию Национального совета кинокритиков США за лучший документальный фильм и специальную премию Нью-Йоркского общества кинокритиков, а также была номинирована на премию «Оскар» за лучший полнометражный документальный фильм.

## Сюжет
Первая часть фильма начинается с обзора предыдущих попыток захватить Россию: агрессии Тевтонского ордена в 1242 году (показаны кадры из фильма «Александр Невский» Сергея Эйзенштейна), нападения шведской армии под руководством Карла XII в 1704 году (показаны кадры из фильма «Пётр Первый» Владимира Петрова), похода Наполеона в 1812 году и нападения Германии в 1914 году.

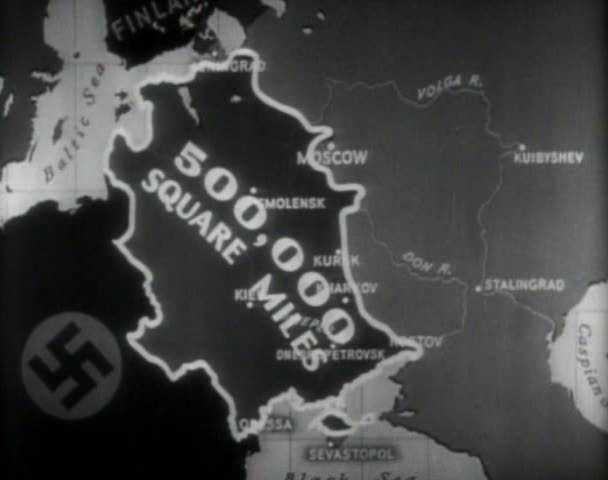
Советская территория, утраченная к декабрю 1941 года

Далее проводится анализ причин, почему Советский Союз представляет интерес для захватчиков. Рассказывается об обширных территориях, богатых природными и человеческими ресурсами. Делается акцент на национальном разнообразии населения СССР. Потом освещается подготовка Германии к войне с Советским Союзом и события первых лет Великой Отечественной войны. Описываются немецкая тактика «клина и котла» (нем. keil und kessel) и противостоящие ей советские тактики «глубокой обороны» (англ. defense in depth), «выжженой земли», уличных боёв и партизанской войны.
Вторая часть фильма посвящена блокаде Ленинграда и Сталинградской битве.

## Премьеры
- — на экраны Соединённых Штатов Америки фильм вышел 11 ноября 1943 года[1].
- — фильм демонстрировался в советском прокате с 23 февраля 1944 года, дублирован на студии ЦСДФ, 1944 г.[2].

## Авторские права
По законам США «Битва за Россию» является общественным достоянием.